# Ernst Friedrich Apelt
Ernst Friedrich Apelt (Reichenau, 3 marzo 1812 – Oppelsdorf, 27 ottobre 1859) è stato un filosofo tedesco.
Allievo di Jakob Friedrich Fries, fu docente a Jena dal 1853. Tra le sue più celebri opere si ricordano Metaphysik (1857) e Religionphilosophie (1860).